# Mindre kasik
Mindre kasik (Cacicus chrysopterus) är en fågel i familjen trupialer inom ordningen tättingar.

## Utseende och läte
Mindre kasik är som namnet avslöjar en liten medlem av släktet kasiker. Fjäderdräkten är mestadels svart, med lysande gult på övergumpen och på vingens inre del. Ögat är tydligt vitt. Sången är melodisk och varierande. Den kan också avge mjuka visslingar.

## Utbredning och systematik
Fågeln förekommer i Sydamerika från östra Bolivia i väster via Paraguay, södra Brasilien och nordöstra Argentina till Uruguay i öster . Den behandlas som monotypisk, det vill säga att den inte delas in i några underarter.

## Levnadssätt
Mindre kasik hittas i fuktiga skogar, bergsskogar och ungskog. Den häckar för sig och bygger ett långt pungformad bo.

## Status
Arten har ett stort utbredningsområde och beståndet anses vara stabilt. Internationella naturvårdsunionen IUCN listar den därför som livskraftig (LC).